# 高志丹
高志丹（1963年1月24日—），男，汉族，吉林四平人，中华人民共和国体育官员，现任中国共产党第二十届中央委员，国家体育总局局长、党组书记。

## 生平
1988年，高志丹从北京体育大学毕业后，进入国家体育总局前身国家体委工作。2016年6月，任国家体育总局副局长。2021年7月14日，东京奥运会中国体育代表团在北京成立，他出任代表团副团长，率队参加东京奥运会。
2022年7月29日，国家体育总局官网显示高志丹接替苟仲文任国家体育总局局长、党组书记。8月3日，国务院任命高志丹为国家体育总局局长。9月7日，高志丹当选为中国奥林匹克委员会新任主席。